# Xã Weldon, Michigan
Xã Weldon (tiếng Anh: Weldon Township) là một xã thuộc quận Benzie, tiểu bang Michigan, Hoa Kỳ. Năm 2010, dân số của xã này là 542 người.